# ألتو ديل كارمن (مدينة)
ألتو ديل كارمن (بالإسبانية: Alto del Carmen)‏ هي بلدية تقع في تشيلي في Huasco Province. يقدر عدد سكانها بـ 5,034 نسمة ومساحتها 5,938.7 كم2 وترتفع عن سطح البحر 819 متر.